# Condado de Henrico
El condado de Henrico (en inglés: Henrico County), fundado en 1777, es uno de 95 condados del estado estadounidense de Virginia. En el año 2000, el condado tenía una población de 262,300 habitantes y una densidad poblacional de 425 personas por km². La sede del condado es Laurel.

## Geografía
Según la Oficina del Censo, el condado tiene un área total de 635 km² (245,2 mi²), de la cual 616 km² (237,8 mi²) es tierra y 18 km² (6,9 mi²) (2.67%) es agua.

### Condados adyacentes
- Richmond (sur)
- Condado de Chesterfield (sur)
- Condado de Goochland (este)
- Condado de Hanover (norte)
- Condado de New Kent (noreste)
- Condado de Charles City (sureste)

## Demografía
Según la Oficina del Censo en 2000, los ingresos medios por hogar en el condado eran de $49,185, y los ingresos medios por familia eran $59,298. Los hombres tenían unos ingresos medios de $40,203 frente a los $29,795 para las mujeres. La renta per cápita para el condado era de $26,410. Alrededor del 6.20% de la población estaban por debajo del umbral de pobreza.

## Localidades

### Lugares designados por el censo
- Chamberlayne
- Dumbarton
- East Highland Park
- Glen Allen
- Highland Springs
- Lakeside
- Laurel
- Montrose
- Short Pump
- Tuckahoe
- Wyndham

### Comunidades no incorporadas
- Sandston
- Varina
- Westhampton

## Educación
Las Escuelas Públicas del Condado de Henrico gestiona escuelas públicas.